# Aristóbulo de Cassandreia
Aristóbulo, em grego clássico: ᾽Αριστόβουλος, de Cassandreia (c. 375 a.C. – 301 a.C.) foi um historiador grego, filho de Aristóbulo, provavelmente um fociano estabelecido em
Cassandreia, que acompanhou Alexandre, o Grande em suas campanhas. Atuou ainda como arquiteto e engenheiro militar, bem como amigo próximo de Alexandre, desfrutando da confiança real, e recebeu a tarefa de restaurar a tumba de Ciro, o Grande em Pasárgada.
Escreveu um relato, principalmente geográfico e etnológico. Seu trabalho foi largamente utilizado por Arriano. Plutarco também o utiliza como referência.